# Filaretovo, Sliven
Filaretovo (în bulgară Филаретово) este un sat în comuna Kotel, regiunea Sliven,  Bulgaria. 

## Demografie
Componența etnică a satului Filaretovo
     Turci (98,34%)
     Nicio identificare (1,15%)
     Altele (0,49%)
La recensământul din 2011, populația satului Filaretovo era de 604 locuitori. Din punct de vedere etnic, majoritatea locuitorilor (98,34%) erau turci. Pentru 1,15% din locuitori nu este cunoscută apartenența etnică.